# El Campanario y Oradel
El Campanario y Villas de Oradel es una comunidad localizada en el municipio de Nuevo Laredo en el estado mexicano de Tamaulipas. Según el censo INEGI del 2010, El Campanario y Villas de Oradel tiene una población de 6951 habitantes, de los cuales 3488 son masculinos y 3463 femeninos. Está a una altitud de 140 metros sobre el nivel del mar, y es una población ubicada dentro del Parque Industrial Oradel. En esta localidad existen 1796 hogares de familias. La principal actividad laboral de esta comunidad es trabajar en las empresas ubicadas dentro del Parque Industrial. En la misma localización de El Campanario y Villas Oradel se encuentra la Universidad Tecnológica de Nuevo Laredo Archivado el 8 de mayo de 2019 en Wayback Machine., así como una guardería del IMSS.  Esta comunidad tiene 2 campos de fútbol, uno en donde se realiza la liga de Villas de Oradel.